# Золотово (Владимирская область)
Золотово — деревня в Гороховецком районе Владимирской области России, входит в состав Фоминского сельского поселения.

## География
Деревня расположена на берегу речки Индрус в 21 км на северо-запад от центра поселения села Фоминки и в 46 км на юго-запад от Гороховца.

## История
В окладных книгах 1678 года деревня входила в состав Индрусского прихода, в ней было 20 дворов крестьянских и 8 бобыльских.
В XIX — первой четверти XX века деревня являлась крупным населённым пунктом в составе Гришинской волости Гороховецкого уезда. В 1859 году в деревне числилось 42 двора, в 1905 году — 97 дворов.
С 1929 года деревня входила в состав Гришинского сельсовета Фоминского района Горьковского края. С 1944 года — в составе Владимирской области. С 1965 года — в составе Гороховецкого района. С 2005 года — в составе Фоминского сельского поселения.

## Население
| 1859 | 1897 | 1905 | 1926 | 2002 | 2010 | 2021 |
| ---- | ---- | ---- | ---- | ---- | ---- | ---- |
| 311  | ↗609 | ↗659 | ↗743 | ↘95  | ↘46  | ↗47  |